# 9249 Єн
9249 Єн (9249 Yen) — астероїд головного поясу, відкритий 24 вересня 1960 року.
Тіссеранів параметр щодо Юпітера — 3,591.
Названий на честь Чень-Ван Л. Єн - старшого аналітика Лабораторії реактивного руху NASA. Чен-Ван зробив плідну роботу в галузі розробки і застосування методів оптимізації для міжпланетних траєкторій.